# 체인지로그
체인지로그(changelog, 변경 기록)는 웹 사이트나 프로그램을 제작하는 것 같은 어떤 프로젝트를 진행할 때에 변경 사항에 대한 기록이다. 많은 오픈소스 프로젝트에서는 체인지로그 파일을 가장 상위에 포함해서 배포한다.
GNU에서는 ChangeLog라는 공식 이름을 쓰며, CHANGES나 HISTORY 등으로 불리기도 한다. 어떤 프로젝트 관리자는 파일이름의 뒤에 .txt를 붙이기도 한다.  참고로 NEWS는 커밋 간의 차이가 아닌, 릴리즈 사이의 변경사항을 반영하는 것으로, 체인지로그와는 다른 파일이다.
어떤 리비전 관리 시스템은 관련된 정보들을 체인지로그로 생성해 줄 수 있기도 하다.

## 형식
체인지로그 파일은 함수나 파일에 있어서 한 개의 변경사항에 대해 기술하는 문단을 기준으로 정리되어 있다.
대부분의 체인지로그 파일은 다음과 같은 형식을 따른다:
```
YYYY-MM-DD John Doe johndoe@example.com

    * myfile.ext (myfunction): 어떤 변경사항들

    * anotherfile.ext (somefunction): 추가적인 변경사항들

```

## 위키에서 체인지로그
많은 위키 소프트웨어는 체인지로그 기능을 기본적인 기능(문맥적으로 역사라고 부름)으로 포함하고 있다. 예를 들면, 위키백과의 맨 윗 부분에 위치한 "역사" 고리는 그 문서의 체인지로그로 연결된다. 이것은 GNU 자유 문서 사용 허가서에서 요구하는 위키백과 기고 허가서를 따르기 위한 기본적인 기능이다.

## 같이 보기
- diff